# Rhodoarrhenia flabellulum
Rhodoarrhenia flabellulum är en svampart som först beskrevs av Berk. & M.A. Curtis ex Cooke, och fick sitt nu gällande namn av Rolf Singer 1964. Rhodoarrhenia flabellulum ingår i släktet Rhodoarrhenia och familjen Bolbitiaceae.   Inga underarter finns listade i Catalogue of Life.